# 효자역 (포항)
효자역(Hyoja station, 孝子驛)은 경상북도 포항시 남구 효자동에 위치한 괴동선의 철도역이다.
2015년 4월 2일부터 동해선 개통으로 여객 영업이 중단되었다.

## 연혁
- 1927년 7월 15일 : 간이역으로 영업 개시[1]
- 1944년 6월 15일 : 역 폐지[2]
- 1945년 7월 10일 : 표준궤로 개량과 함께 영업재개[3]
- 1967년 9월 1일 : 을종승차권 대매소로 지정[4]
- 1970년 4월 1일 : 보통역으로 승격[5]
- 1975년 7월 1일 : 포스코 통근열차 운행 개시[6]
- 1991년 9월 1일 : 소화물 취급 중지[7]
- 2004년 9월 1일 : 화물 취급 중지[8]
- 2005년 7월 1일 : 포스코 통근열차 운행 중단[9]
- 2013년 11월 7일 : 부산진 기점 139.2km로 변경[10]
- 2015년 4월 2일 : 여객 취급 중단
- 2015년 7월 20일 : 무배치간이역이 됨[11]
- 2016년 4월 29일 : 부산진 기점 138.5km로 변경[12]
- 2021년 8월 26일 : 부산진 기점 137.6km로 변경[13]
- 2021년 12월 28일 : 동해선 역 목록 삭제, 부조 기점 5.3km로 변경[14]